# Joana Cortez
Joana Amorim Cortez dos Santos (Rio de Janeiro, 11 de janeiro de 1979) é uma ex-tenista profissional brasileira canhota.
Encerrou a carreira em 2007 e começou a dar aulas de tênis para crianças no Rio de Janeiro, além de estudar publicidade.

## Trajetória
Joana Cortez começou a jogar tênis aos oito anos, na escolinha do Iate Clube Jardim Guanabara da Ilha do Governador, depois de ganhar uma raquete de uma tia; aos 19 anos, passou a treinar em Campinas. Com doze anos já era líder do ranking brasileiro, participando de giros pela Copa COSAT na América do Sul e, no ranking juvenil, chegou a 37° do mundo.[carece de fontes?]
Aos 18 anos de idade, em 1997, ela começou a disputar seus primeiros torneio válidos pela WTA. Em 1999 ganhou os seus primeiros títulos future, em Tampico, Querétaro e Poza Rica, além de iniciar no mesmo ano a disputar a Fed Cup pelo Brasil.
Atleta do Club de Regatas Vasco da Gama, conquistou a medalha de ouro nos Jogos Pan-Americanos de 1999 em Winnipeg, jogando em dupla com Vanessa Menga; foi medalha de ouro nos Jogos Pan-Americanos de 2003 em Santo Domingo, jogando em dupla com Bruna Colósio; e medalha de bronze nos Jogos Pan-Americanos de 2007 no Rio de Janeiro, jogando em dupla com Teliana Pereira.
Voltou a fazer dupla com Vanessa Menga nas Olimpíadas de 2000 em Sydney, mas perderam logo na segunda rodada. No mesmo ano ganhou um ITF em Belo Horizonte, em simples, e vários títulos em duplas em parceria com Miriam D'Agostini.
2001 foi um bom ano para Joana, com vários títulos, inclusive bons resultados em Biella, na Itália, chegando aos seus melhores rankings: 204° do mundo em simples, e 115° em duplas.
Em 2002, Joana sofreu uma cirurgia, e chegou desacreditada aos Jogos Pan-Americanos de Santo Domingo mas, ao lado de Bruna Colósio, faturou seu segundo ouro em pan na modalidade de duplas; a parceria com Bruna ainda lhe daria mais três títulos de duplas naquele ano.
Em 2004 foi campeã em simples em Campo Grande, e ganhou apenas um título em duplas.
Em 2005 fez um belo ano nas duplas e, em 2006, manteve um bom nível; em 2007 conquistou o título de campeã nas duplas em Campos do Jordão e em Bogotá.
Joana é a tenista ganhadora do maior número de medalhas de ouro em pan-americanos, ao ao lado do lendário Ronald Barnes; considerando-se o bronze do Rio, Joana é a tenista com o melhor currículo em pan-americanos, incluindo aí homens e mulheres.
Em 2011, Joana fundou, em parceria com a também tenista Samantha Barijan, a C2BTennis, especializada no desenvolvimento e crescimento do beach tennis no Brasil, atendendo a diversos públicos e, entre 2013 e 2014, foi primeira colocada no ranking mundial do beach tennis.

## Títulos
Simples
- 9 de maio de 1999 em Poza Rica, no México
- 16 de maio de 1999 em Tampico, no México
- 5 de setembro de 1999 em Querétaro, no México
- 16 de abril de 2000 em Belo Horizonte, no Brasil
- 1 de abril de 2001 em Santiago, no Chile
- 17 de outubro de 2004 em Campo Grande, no Brasil

Duplas
- 26 de outubro de 1997 em Novo Hamburgo, com Ana Paula Zannoni
- 12 de setembro de 1999 em Huixquilucan, no México, com Vanessa Menga
- 28 de novembro de 1999 no Rio de Janeiro, com Celeste Contin (argentina)
- 16 de abril de 2000 em Belo Horizonte, com Miriam D'Agostini
- 21 de maio de 2000 em Jackson, nos Estados Unidos com Miriam D'Agostini
- 15 de outubro de 2000 em Cidade do México, no México, com Vanessa Menga
- 10 de dezembro de 2000 em Cáli, na Colômbia, com Mariana Díaz Oliva (argentina)
- 4 de fevereiro de 2001 em Clearwater, nos Estados Unidos, com Clarisa Fernández (argentina)
- 1 de julho de 2001 em Fontanafredda, na Itália, com Vanessa Menga
- 24 de novembro de 2002 em Palma de Mallorca, na Espanha, com Rosa María Andrés Rodríguez (espanhola)
- 25 de maio de 2003 Catânia, na Itália, com Bruna Colósio
- 28 de setembro de 2003 em Greenville, Estados Unidos com Bruna Colósio
- 16 de novembro de 2003 em Cidade do México, com Bruna Colósio
- 28 de novembro de 2004 em Florianópolis, com Marcela Evangelista
- 15 de maio de 2005 em Casale, na Itália, com Roxane Vaisemberg
- 12 de junho de 2005 em Nazaré, em Portugal, com Silvia Disderi (italiana)
- 26 de junho de 2005 em Alcobaça, em Portugal, com Laura Zelder (alemã)
- 27 de agosto de 2005 em Amarante, em Portugal, com Neuza Silva (portuguesa)
- 2006 em Madri, na Espanha, com María José Martínez Sánchez (espanhola)
- 2006 em Saltillo, no México, com Larissa Carvalho
- 2007 em Bogotá, na Colômbia, com Roxane Vaisemberg
- 2007 em Campos do Jordão, com Roxane Vaisemberg

Jogos Pan-Americanos
- 1999, medalha de ouro em Winnipeg, com Vanessa Menga
- 2003, medalha de ouro em Santo Domingo, com Bruna Colósio
- 2007, medalha de bronze no Rio de Janeiro, com Teliana Pereira

## Fim de temporadas
Ano e posição em simples
- 2006 - 540º
- 2005 - 423º
- 2004 - 593º
- 2003 - 372º
- 2002 - 453º
- 2001 - 225º[4]
- 2000 - 243º
- 1999 - 288º
- 1998 - 444º
- 1997 - 794º

## Jogos Pan-Americanos

### Duplas Femininas: 3 medalhas (2 ouro e 1 bronze)
| Posição | Ano  | Local          | Parceira        | Oponentes                          | Placar             |
| Ouro    | 1999 | Winnipeg       | Vanessa Menga   | Paula Cabezas Bárbara Castro       | 6–0, 6–7(5–7), 7–5 |
| Ouro    | 2003 | São Domingos   | Bruna Colósio   | Kristina Brandi Vilmarie Castellvi | 6–4, 7–5           |
| Bronze  | 2007 | Rio de Janeiro | Teliana Pereira | Audra Cohen Megan Falcon           | 7–5, 6–0           |